# 86. Infanterie-Division (Wehrmacht)
Die 86. Infanterie-Division (86. ID) war ein Großverband des Heeres der deutschen Wehrmacht im Zweiten Weltkrieg.

## Divisionsgeschichte

### Aufstellung
Die 86. ID wurde am 26. August 1939 als Teil der 2. Aufstellungswelle im Wehrkreis VI (Münster) aufgestellt.

### Westwall
Zunächst war sie in der Eifel als Sicherungsverband im Westwall eingesetzt.

### Frankreich-Feldzug
Ab Juni 1940 nahm die Division an den Angriffsoperationen auf Frankreich teil und verblieb dort bis in das Jahr 1941.

### Unternehmen Barbarossa
Im Sommer 1941 erfolgte die Verlegung des Verbands nach Ostpreußen zur Verfügung des Oberkommandos des Heeres. Es folgte unmittelbar der Einsatz beim Unternehmen Barbarossa, an der von da an sogenannten Ostfront.
Hierbei kam der Verband von August bis September 1941 zunächst mit dem XXIII. (23.) Armee-Korps (AK) der 9. Armee, zu dem es nach Ostpreußen verlegt worden war, bei der Heeresgruppe Mitte im Raum Smolensk zum Einsatz. Danach wechselte der Verband im Zeitraum Oktober bis Dezember 1941 zum XXVII. (27.) Armee-Korps der 9. Armee, bei welchem die Division im Raum Wjasma und Rshew zum Einsatz kam. 

### 1942
Im Winter 1941/1942 erstarrte die Front und die Division wechselte bis zum Jahr 1943 in diesem Raum innerhalb der 9. Armee die Zugehörigkeit zu verschiedenen Armee-Korps. Im Februar/März 1942 beim XXXXVI. (46.) AK, April bis Juni wieder beim XXVII. (27.) AK und von Juli bis Dezember beim XXIII. (23.) Armee-Korps. 

### 1943
Das Jahr 1943 begann für die Division weiterhin im Raum Rshew beim XXIII. (23.) AK der 9. Armee. Von April bis Juli 1943 erfolgte die Unterstellung beim XXXXI. (41.) AK der 2. Panzer-Armee im Raum Orel. Doch im August wurde der Verband zum XX. (20.) AK bei der 9. Armee zurücküberstellt. Es folgte von September bis Oktober 1943 der Einsatz beim LVI. AK der 2. Armee im Raum Gomel. 
Danach war die Division abgekämpft.

### Auflösung
Am 3. November 1943 wurde die 86. ID wegen schwerer Verluste aufgelöst. Der Divisionsstab, Nachschubtruppen und andere Einheiten wurden anschließend für die Aufstellung der 361. Infanterie-Division genutzt. 
Die übrigen Angehörigen der 86. ID bildeten die Divisions-Gruppe 86, welche der Korps-Abteilung E unterstellt war.

## Kommandeure
| Datum           | Dienstgrad             | Name             |
| --------------- | ---------------------- | ---------------- |
| 26. August 1939 | General der Infanterie | Joachim Witthöft |
| 1. Januar 1942  | General der Artillerie | Helmuth Weidling |

## Gliederung
Bei ihrer ersten Aufstellung war die 86. ID gegliedert in
- Infanterie-Regiment 167,
- Infanterie-Regiment 184,
- Infanterie-Regiment 216,
- Artillerie-Regiment 186 und
- Divisionseinheiten 186.[1]